# دافي وليامز (لاعب كرة قاعدة)
دافي وليامز (بالإنجليزية: Davey Williams)‏ هو لاعب كرة قاعدة أمريكي، ولد في 2 نوفمبر 1927 في دالاس في الولايات المتحدة، وتوفي بنفس المكان في 17 أغسطس 2009.

## وصلات خارجية
- دافي وليامز على موقعبيزبول رفرنس.كوم (الدوري الرئيسي) (الإنجليزية)
- دافي وليامز على موقع مشجعي الرسوم البيانية (الإنجليزية)